# John Maynard Hedstrom
Sir John Maynard Hedstrom, né à Levuka le 22 février 1872 et mort à Suva le 2 juin 1951, est un homme d'affaires et homme politique fidjien. Décrit  avec Henry Marks, Henry Milne Scott et Robert Crompton (en) comme l'un des principaux « architectes » de la vie économique et politique de la colonie durant la première moitié du XXe siècle, il est le premier natif des Fidji à être fait chevalier.

## Biographie
Fils d'un capitaine suédois de navire de commerce devenu capitaine de port aux Fidji, John Hedstrom naît aux Fidji sous le règne du roi autochtone Seru Cakobau, deux ans avant l'annexion de l'archipel à l'Empire britannique. Scolarisé à Melbourne, il est admis comme étudiant à l'université de Melbourne à l'âge de 16 ans,. De retour aux Fidji, il travaille pour le service postal de Suva puis pour la Union Company, compagnie de transport maritime. Il fonde en 1902 sa propre entreprise, Morris Hedstrom & Co., qui le rendra très riche, notamment grâce au commerce du coprah,.
Maire de Levuka de 1905 à 1906 et conjointement président de la chambre de commerce de la ville, il est élu représentant euro-fidjien au Conseil législatif des Fidji en 1908, et réélu continuellement jusqu'à sa retraite politique en 1937,. Fait chevalier bachelier par le roi George V en 1922, il meurt à son domicile en 1951 à Tamavua, quartier de Suva, à l'âge de 79 ans.